# 7800° Fahrenheit
7800° Fahrenheit es el segundo álbum de estudio de la banda estadounidense de rock Bon Jovi y fue lanzado al mercado el 12 de abril de 1985. Con él obtuvieron su primer disco de oro en los Estados Unidos –que posteriormente se convirtió en platino– y tuvo una buena acogida en Japón, donde alcanzaron el quinto puesto en la lista Oricon Albums Chart, y en algunos países de Europa como Finlandia (6), Suecia (10) y Suiza (11). Los sencillos «Only Lonely» y «In and Out of Love» alcanzaron las posiciones 54 y 69 del Billboard Hot 100 respectivamente, y «The Hardest Part Is the Night» entró al número 68 del UK Singles Chart. La gira 7800º Fahrenheit Tour se desarrolló por Japón, Europa y sobre todo Estados Unidos, en este último país acompañaron a Ratt. Este disco no recibió buenas críticas por parte de la prensa musical, además la banda ha renegado de él por considerar que su calidad no se corresponde con la de sus posteriores producciones, por ello desde 1986 no han vuelto a interpretar temas de este álbum en los conciertos, salvo en contadas excepciones.

## Historia

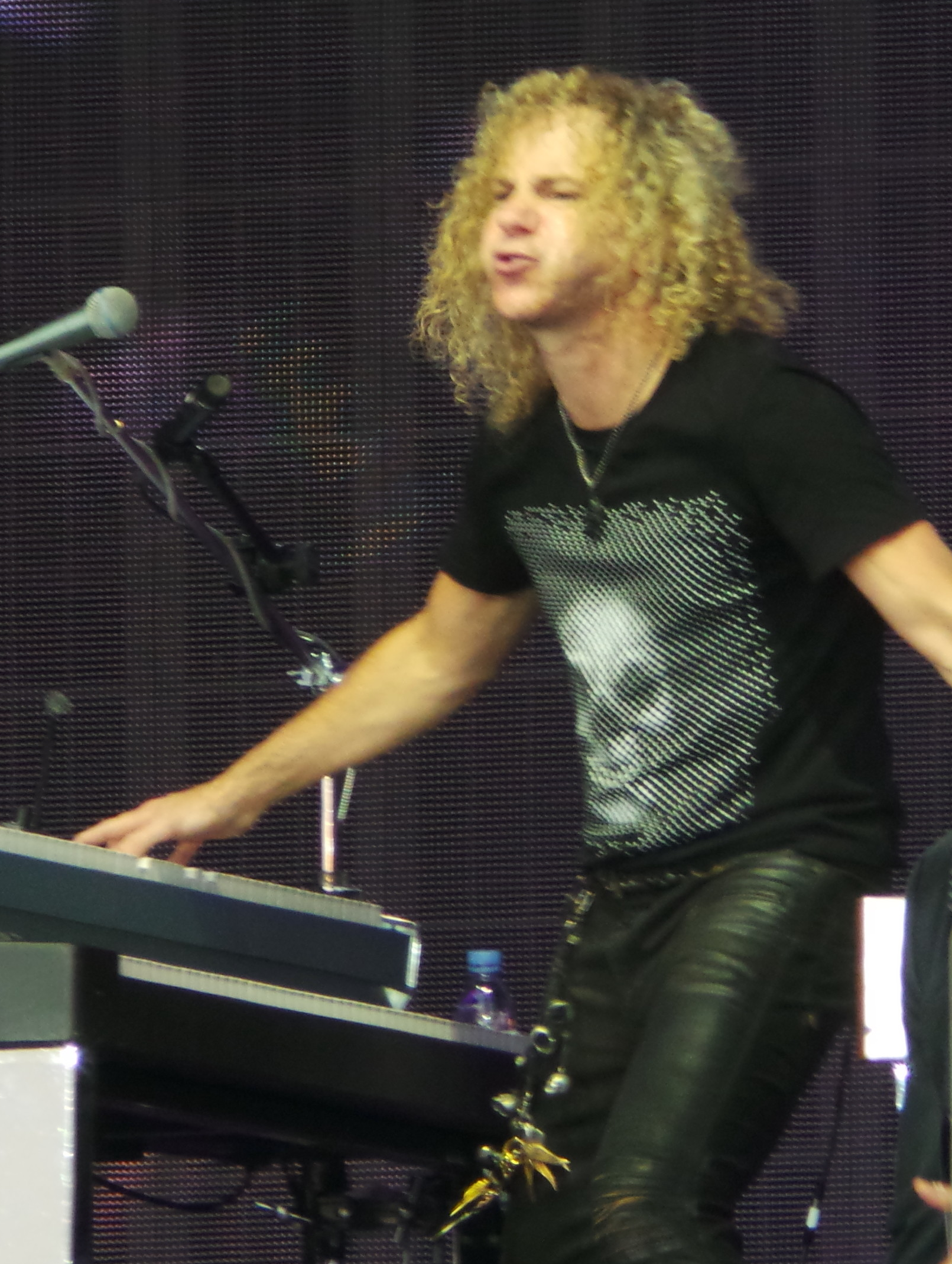
Los sonidos del teclado de David Bryan son uno de los elementos principales que caracterizan al álbum.

A principios de 1985 Jon Bon Jovi rompió su relación profesional con su primo, el productor Tony Bongiovi, tras una disputa por los derechos de publicación. El mánager Doc McGhee logró un acuerdo entre ambos para liberar al cantante y este entró al estudio con Lance Quinn como nuevo productor. La producción del nuevo álbum se llevó a cabo en los Warehouse Studios de Filadelfia y se alargó durante aproximadamente seis semanas. Durante las sesiones Jon Bon Jovi no se mostró nada satisfecho con el trabajo de Quinn, cuyo currículum además no contaba con grandes producciones, pero debido al poco tiempo del que disponían —pues la discográfica quería publicar el nuevo álbum lo antes posible— no tuvo más remedio que resignarse.
El álbum se editó el 22 de abril de 1985 bajo el nombre de 7800º Fahrenheit, que hace alusión a la temperatura a la que se derrite la roca, y en él se muestra por primera vez el logotipo de la banda que después volverían a usar en todos sus discos de los años ochenta. El álbum vendió casi un millón de copias en su primer año y fue especialmente bien recibido en Japón, donde alcanzó el puesto 5 de la lista Oricon Albums Chart, y en Finlandia, donde llegó al número 6. También tuvo una buena acogida en Suecia y Suiza, donde se posicionó en los puestos 10 y 11, respectivamente. Otros países en cuyas listas logró entrar fueron el Reino Unido (28), Australia (28), Estados Unidos (37), Alemania (40) y Nueva Zelanda (48). Por otra parte, el 8 de octubre de 1985 obtuvieron el disco de oro en los Estados Unidos, y en 1987 –tras saltar a la fama internacional con Slippery When Wet– alcanzaron en disco de platino, hecho que repitieron en Canadá, mientras que en el Reino Unido lograron un disco de plata.
En abril de 1985 lanzaron «Only Lonely» como primer sencillo y en julio le siguió «In and Out of Love», ambos llegaron al número 54 y 69 del Billboard Hot 100 y al 28 y 37 del Mainstream Rock, respectivamente. En agosto publicaron «The Hardest Part Is the Night» como sencillo exclusivo para el Reino Unido, con el que entraron por primera vez la lista británica UK Singles Chart (68), e hicieron lo propio con «The Price of Love» en Japón, aunque este no llegó a entrar en la lista. En octubre editaron «Silent Night» como último sencillo, que alcanzó el puesto 24 del Mainstream Rock, pero se quedó fuera del Hot 100.
El 7800º Fahrenheit Tour dio comieno el 20 de abril de 1985 en Japón, donde ofrecieron nueve conciertos repartidos entre las ciudades de Tokio, Nagoya, Osaka y Sapporo. El 7 de mayo iniciaron una gira europea que les llevó a visitar Francia, Alemania, Finlandia, Suecia, Dinamarca, Países Bajos y finalmente el Reino Unido. Posteriormente realizaron una gira por los Estados Unidos en la que acompañaron a Ratt, y que se extendió desde el 1 de junio hasta el 30 de diciembre. Además, participaron en la sexta edición del festival Monsters of Rock en Donington Park (Reino Unido), donde compartieron lista con Metallica, Marillion, Ratt, Magnum y los cabeza de cartel ZZ Top.
Este álbum no recibió buenas críticas por parte de la prensa musical que lo tachó de mediocre. Además, la banda lo consideró como un fracaso comercial pues cosechó pocas ventas y no significó un gran progreso para la agrupación que buscaba tener un lugar importante en la industria musical. Jon Bon Jovi achacó este fracaso a una mala producción y al poco tiempo que les otorgó la discográfica para terminar el disco. «¿7800º Fahrenheit? Es un excelente posavasos», declaró el cantante años después. «El sonido de este disco salió así por mi culpa, pero de alguna manera era perfecto para ser un segundo álbum, porque gracias a ello supimos que teníamos más cosas que construir». «Retrospectiavmente hablando, es el disco que menos me gusta de todos los que hemos hecho. Tienes toda tu vida para escribir y grabar tu álbum debut, pero luego sólo te dan seis semanas para escribir y grabar el segundo. Cuando hicimos ese disco, los cinco dormíamos juntos en un apartamento de dos habitaciones. Cuando salió el disco pensamos que estaba muy bien, pero la verdad es que pudo y debió haber salido mucho mejor. Todavía estábamos aprendiendo».
Desde la gira de Without End Tour de 1986 el grupo ignoró este álbum y dejó de interpretar sus temas en vivo (con la única excepción de «Tokyo Road», interpretada solo en Japón –por petición expresa de los promotores– durante sus giras de finales de los ochenta), ya que consideraba que la calidad no se correspondía con la de sus posteriores producciones. Muchos años después, en la gira The Circle Tour de 2010, volvieron a interpretar «Tokyo Road», «Only Lonely» y algún otro tema del disco como un obsequio para sus seguidores.

## Lista de canciones
| N.º   | Título                             | Escritor(es)                                   | Duración |  |
| 1.    | «In and Out of Love»               | Jon Bon Jovi                                   | 4:25     |  |
| 2.    | «The Price of Love»                | Bon Jovi                                       | 4:14     |  |
| 3.    | «Only Lonely»                      | Bon Jovi, David Bryan                          | 5:00     |  |
| 4.    | «King of the Mountain»             | Bon Jovi, Richie Sambora                       | 3:54     |  |
| 5.    | «Silent Night»                     | Bon Jovi                                       | 5:07     |  |
| 6.    | «Tokyo Road»                       | Bon Jovi, Sambora                              | 5:40     |  |
| 7.    | «The Hardest Part Is the Night»    | Bon Jovi, Sambora, Bryan                       | 4:25     |  |
| 8.    | «Always Run to You»                | Bon Jovi, Sambora                              | 5:00     |  |
| 9.    | «(I Don't Wanna Fall) To the Fire» | Bon Jovi, Sambora, Bryan                       | 4:27     |  |
| 10.   | «Secret Dreams»                    | Bon Jovi, Sambora, Tico Torres, Bill Grabowski | 4:55     |  |
| 45:50 |                                    |                                                |          |  |

| Edición especial de 1998 (disco 2) |                                                                         |          |  |
| N.º                                | Título                                                                  | Duración |  |
| 11.                                | «Tokyo Road» (interpretada en vivo en Japón en 1985)                    |          |  |
| 12.                                | «In and Out of Love» (interpretada en vivo en Japón en 1985)            |          |  |
| 13.                                | «The Hardest Part Is the Night» (interpretada en vivo en Japón en 1985) |          |  |
| 14.                                | «Silent Night» (interpretada en vivo en Japón en 1985)                  |          |  |
| 15.                                | «Only Lonely» (interpretada en vivo en Japón en 1985)                   |          |  |
| 16.                                | «Tokyo Road» (interpretada en vivo en Río de Janeiro en 1990)           |          |  |

| Edición especial de 2010 |                                                                                      |          |  |
| N.º                      | Título                                                                               | Duración |  |
| 11.                      | «In and Out of Love» (en vivo)                                                       | 12:17    |  |
| 12.                      | «Only Lonely» (en vivo)                                                              | 6:37     |  |
| 13.                      | «Tokyo Road» (en vivo)                                                               | 7:09     |  |
| 14.                      | «Silent Night» (en vivo. Solo disponible para descarga digital en vault.bonjovi.com) |          |  |

| Lados B y canciones no incluidas |                                                                                                  |                   |          |  |
| N.º                              | Título                                                                                           | Escritor(es)      | Duración |  |
| 1.                               | «Heart of America» (demo. Interpretado en vivo en el Farm Aid 1985.)                             | Bon Jovi, Sambora | 5:12     |  |
| 2.                               | «We Rule The Night» (demo. Incluido en la caja recopilatoria 100M Bon Jovi Fans Can't Be Wrong.) | Bon Jovi, Sambora | 4:10     |  |

## Formatos
| Año  | Formato     | Descripción |
| ---- | ----------- | --- |
| 1985 | Vinilo      | Incluye las 10 pistas originales del álbum. |
| 1985 | Casete      | Incluye las 10 pistas originales del álbum. |
| 1985 | CD          | Incluye las 10 pistas originales del álbum. |
| 1998 | CD          | Edición especial remasterizada para Japón. Contiene dos CDs, el primero con las 10 canciones del álbum y el segundo con 6 temas en vivo.                                                                                            |
| 1998 | CD          | Edición remasterizada de la serie The Bon Jovi Remasters. Contiene las 10 canciones del álbum y algunos extras para PC, entre los que se incluye un videoclip musical y algunas imágenes.                                           |
| 2010 | CD (SHM-CD) | Edición especial remasterizada de la serie Tour Edition. Contiene las 10 canciones del álbum y 3 temas en vivo. Se vendió tanto por separado como con la caja Tour Box, que incluía toda la discografía de la banda hasta 2009.     |
| 2016 | Vinilo      | Edición remasterizada de la caja recopilatoria The Albums. Contiene las 10 canciones del álbum. Se vendió tanto por separado como con la caja The Albums, que incluía toda la discografía de la banda y de Jon Bon Jovi hasta 2016. |

## Posicionamiento en listas

### Semanales
| Listas (1985)                  | Posición |
| ------------------------------ | -------- |
| Alemania (GmbH Charts)         | 40       |
| Australia (ARIA)               | 28       |
| Estados Unidos (Billboard 200) | 37       |
| Finlandia (SVL)                | 6        |
| Japón (Oricon)                 | 5        |
| Nueva Zelanda (RIANZ)          | 48       |
| Reino Unido (UK Albums Chart)  | 28       |
| Suecia (IFPI Suecia)           | 10       |
| Suiza (IFPI Suiza)             | 11       |

### Anuales
| Listas (1987)                             | Posición |
| ----------------------------------------- | -------- |
| Estados Unidos (Billboard Top Pop Albums) | 72       |

## Certificaciones
| País                                        | Certificación | Ventas por certificado | Fecha certificación   |
| ------------------------------------------- | ------------- | ---------------------- | --------------------- |
| Canadá (CRIA)                               | Platino       | 50.000                 | 28 de octubre de 1987 |
| Estados Unidos (RIAA)                       | Platino       | 1.000.000              | 19 de febrero de 1987 |
| Reino Unido (BPI)                           | Plata         | 60.000                 | 22 de julio de 2013   |
| Ventas totales por certificación: 1.110.000 |               |                        |                       |